# SN 2000cp
SN 2000cp – supernowa typu Ia odkryta 21 czerwca 2000 roku w galaktyce PGC0057064. W momencie odkrycia miała maksymalną jasność 18,00m.